# Темрюкский район
Темрю́кский район — административно-территориальная единица и муниципальное образование (муниципальный район) в составе Краснодарского края России.
Административный центр — город Темрюк.

## География
Темрюкский район расположен в северо-западной части края, занимая всю территорию Таманского полуострова и частично территорию дельты Кубани. Часть района располагается в пределах Курчанской возвышенности. Бо́льшую часть границ района составляет береговая линия, на юго-западе — Чёрного моря, на севере — Азовского, на западе — Керченского пролива.
Через Керченский пролив проходит граница с Ленинским районом (Автономной) Республики Крым — международно признанная государственная граница России с Украиной, фактически, ввиду российского контроля над спорной территорией Крыма, функционирующая как административная граница.
Общая протяжённость береговой линии 250 км, из них 220 км песчаных пляжей. Территория Темрюкского района граничит также со Славянским, Крымским районом края и городом-курортом Анапой.
Площадь района составляет 1957 км² (или 2,6 % от всей территории Краснодарского края), из них бо́льшую часть занимают солёные и пресные лиманы, плавни и ерики дельты Кубани. Пляжи Азовского моря — мелкая ракушка с примесью кварцевого песка, черноморские пляжи Таманского полуострова — песчаные, общая площадь пляжей — около 7 тысяч м².
На территории района расположен ряд грязевых вулканов (Блевака, Карабетова гора), источники минеральных вод и лечебные грязи.
Число солнечных дней — 235 в году, купальный сезон с середины мая до конца сентября.

## История
- На территории современного района в древности существовали поселения, в том числе знаменитая Гермонасса-Тмутаракань, в разное время контролировавшиеся Боспорским царством, Византией, Хазарией, Тмутараканским княжеством, Генуей, Крымом и Османской империей.
- Район был образован 2 июня 1924 года в составе Кубанского округа Юго-Восточной области. В его состав вошла часть территории упраздненного Славянского отдела Кубано-Черноморской области. Первоначально район включал в себя 9 сельских советов: Ахтанизовский, Варениковский, Вышестеблиевский, Голубицкий, Запорожский, Курчанский, Старотитаровский, Таманский, Фонталовский.
- С 16 ноября 1924 года район в составе Северо-Кавказского края, с 10 января 1934 года — в составе Азово-Черноморского края.
- С 13 сентября 1937 года Темрюкский район в составе Краснодарского края.
- 16 апреля 1940 года в состав вновь образованного Варениковского района был выделен Варенниковский сельсовет.
- С 11 февраля 1963 года по 12 января 1965 года район был упразднен, его территория входила в состав Анапского района.
- В 1993 году была прекращена деятельность сельских Советов, территории сельских администраций преобразованы в сельские округа.
- В 2005 году в муниципальном районе были образованы 1 городское и 11 сельских поселений.

День района отмечается ежегодно 9 октября.

## Население
| 1939     | 1959     | 1970     | 1979     | 1989     | 2002     | 2006     | 2010     | 2011     |
| -------- | -------- | -------- | -------- | -------- | -------- | -------- | -------- | -------- |
| 86 729   | ↘66 376  | ↗91 388  | ↗101 266 | ↗105 328 | ↗115 462 | ↘115 307 | ↗117 904 | ↗117 933 |
| 2012     | 2013     | 2014     | 2015     | 2016     | 2017     | 2018     | 2019     | 2020     |
| ↗119 126 | ↗119 812 | ↗120 712 | ↗121 753 | ↗122 916 | ↗124 077 | ↗125 382 | ↗126 425 | ↗127 491 |
| 2021     | 2023     | 2025     |          |          |          |          |          |          |
| ↘125 803 | ↗125 838 | ↗126 625 |          |          |          |          |          |          |

Население района на 01.01.2006 года составило 115 307 человек. Из них 31,2 % — городские жители и 68,8 % — сельские жители. Среди всего населения мужчины составляют — 46,3 %, женщины — 53,7 %. Женского населения фертильного возраста — 29742 человека (48,0 % от общей численности женщин). Дети от 0 до 17 лет — 23826 человек (20,7 % всего населения), взрослых — 91481 человек (79,0 %). В общей численности населения 69047 (59,9 %) — лица трудоспособного возраста, 22,8 % — пенсионеры.
Численность населения района на конец 2007 года — 115 тысяч жителей.

### Национальный состав
По переписи 1897 г.
| Темрюкский отдел                              | % среди населения |
| Украинский язык                               | 75,2 %            |
| Русский язык                                  | 17,1 %            |
| Черкесский и адыгейский и кабардинский языки  | …                 |
| Карачаевский, ногайский языки, горские татары | …                 |
| Немецкий язык                                 | …                 |
| Греческий язык                                | 4,0 %             |
| Армянский язык                                | …                 |
| Абхазский и абазинский языки                  | …                 |

По итогам переписи населения 2020 года проживали следующие национальности (национальности менее 0,1 % и другое см. в сноске к строке «Другие»):
| Национальность  | Численность, чел. | Доля     |
| --------------- | ----------------- | -------- |
| Русские         | 116 972           | 92,98 %  |
| Армяне          | 2236              | 1,78 %   |
| Татары          | 2044              | 1,62 %   |
| Украинцы        | 842               | 0,67 %   |
| Крымские татары | 681               | 0,54 %   |
| Белорусы        | 185               | 0,15 %   |
| Греки           | 185               | 0,15 %   |
| Немцы           | 164               | 0,13 %   |
| Азербайджанцы   | 126               | 0,10 %   |
| Другие          | 2368              | 1,88 %   |
| Итого           | 125 803           | 100,00 % |

### Язык
Во время переписи 1897 года 75,2 % населения Темрюкского отдела указали, что разговаривают на украинском («малорусском»), 17,1 % — на русском («великорусском»), 4,0 % — на греческом.
В наши дни официальным и основным языком на территории района является русский. В бытовом общении также используются балачка (степной диалект юго-восточного наречия украинского языка) и суржик.

## Административно-муниципальное устройство
В рамках административно-территориального устройства края, Темрюкский район включает 1 город районного подчинения и 11 сельских округов.
В рамках организации местного самоуправления в Темрюкский район входят 12 муниципальных образований нижнего уровня, в том числе 1 городское и 11 сельских поселений:
| №  | Муниципальное образование           | Административный центр   | Количество населённых пунктов | Население (чел.) | Площадь (км²) |
| -- | ----------------------------------- | ------------------------ | ----------------------------- | ---------------- | ------------- |
| 1  | Темрюкское городское поселение      | город Темрюк             | 4                             | ↘41 920          | 296,39        |
| 2  | Ахтанизовское сельское поселение    | станица Ахтанизовская    | 3                             | ↗5043            | 87,28         |
| 3  | Вышестеблиевское сельское поселение | станица Вышестеблиевская | 2                             | ↘6161            | 142,25        |
| 4  | Голубицкое сельское поселение       | станица Голубицкая       | 1                             | ↗5634            | 52,96         |
| 5  | Запорожское сельское поселение      | станица Запорожская      | 8                             | ↗6961            | 136,86        |
| 6  | Краснострельское сельское поселение | посёлок Стрелка          | 3                             | ↗7176            | 155,04        |
| 7  | Курчанское сельское поселение       | станица Курчанская       | 4                             | ↗11 032          | 316,82        |
| 8  | Новотаманское сельское поселение    | посёлок Таманский        | 4                             | ↗4987            | 134,70        |
| 9  | Сенное сельское поселение           | посёлок Сенной           | 3                             | ↗6242            | 91,13         |
| 10 | Старотитаровское сельское поселение | станица Старотитаровская | 1                             | ↗13 310          | 300,00        |
| 11 | Таманское сельское поселение        | станица Тамань           | 2                             | ↗11 774          | 147,02        |
| 12 | Фонталовское сельское поселение     | станица Фонталовская     | 4                             | ↗5598            | 95,88         |

## Населённые пункты
В Темрюкском районе 39 населённых пунктов, в том числе город и 38 сельских населённых пунктов:
| №  | Населённый пункт    | Тип     | Население | Муниципальное образование           |
| -- | ------------------- | ------- | --------- | ----------------------------------- |
| 1  | Темрюк              | город   | ↘40 415   | Темрюкское городское поселение      |
| 2  | Артющенко           | посёлок | →90       | Новотаманское сельское поселение    |
| 3  | Ахтанизовская       | станица | ↗3507     | Ахтанизовское сельское поселение    |
| 4  | Батарейка           | посёлок | ↘640      | Запорожское сельское поселение      |
| 5  | Белый               | хутор   | ↘1874     | Краснострельское сельское поселение |
| 6  | Береговой           | посёлок | ↘203      | Запорожское сельское поселение      |
| 7  | Веселовка           | посёлок | ↗1742     | Новотаманское сельское поселение    |
| 8  | Виноградный         | посёлок | ↘1615     | Вышестеблиевское сельское поселение |
| 9  | Волна               | посёлок | ↗707      | Таманское сельское поселение        |
| 10 | Волна Революции     | посёлок | ↘493      | Фонталовское сельское поселение     |
| 11 | Вышестеблиевская,   | станица | ↗4562     | Вышестеблиевское сельское поселение |
| 12 | Гаркуша             | посёлок | ↘1066     | Запорожское сельское поселение      |
| 13 | Голубицкая          | станица | ↗5634     | Голубицкое сельское поселение       |
| 14 | За Родину           | посёлок | ↘660      | Ахтанизовское сельское поселение    |
| 15 | Закубанский         | посёлок | ↘0        | Краснострельское сельское поселение |
| 16 | Запорожская         | станица | ↘1524     | Запорожское сельское поселение      |
| 17 | Ильич               | посёлок | ↘1675     | Запорожское сельское поселение      |
| 18 | Красноармейский     | посёлок | ↗1195     | Запорожское сельское поселение      |
| 19 | Красный Октябрь     | посёлок | ↗1800     | Курчанское сельское поселение       |
| 20 | Курчанская          | станица | ↗6703     | Курчанское сельское поселение       |
| 21 | Кучугуры,           | посёлок | ↗2429     | Фонталовское сельское поселение     |
| 22 | Октябрьский         | посёлок | ↘608      | Темрюкское городское поселение      |
| 23 | Ордынский           | посёлок | →0        | Курчанское сельское поселение       |
| 24 | Орехов Кут          | хутор   | ↘0        | Темрюкское городское поселение      |
| 25 | Пересыпь            | посёлок | ↗776      | Ахтанизовское сельское поселение    |
| 26 | Приазовский         | посёлок | ↗224      | Запорожское сельское поселение      |
| 27 | Приморский          | посёлок | ↘1616     | Сенное сельское поселение           |
| 28 | Прогресс            | посёлок | ↗1314     | Новотаманское сельское поселение    |
| 29 | Светлый Путь Ленина | посёлок | ↗2660     | Курчанское сельское поселение       |
| 30 | Сенной              | посёлок | ↗4000     | Сенное сельское поселение           |
| 31 | Солёный             | посёлок | ↘486      | Сенное сельское поселение           |
| 32 | Старотитаровская    | станица | ↗13 310   | Старотитаровское сельское поселение |
| 33 | Стрелка             | посёлок | ↗5166     | Краснострельское сельское поселение |
| 34 | Таманский           | посёлок | ↘1912     | Новотаманское сельское поселение    |
| 35 | Тамань              | станица | ↗10 827   | Таманское сельское поселение        |
| 36 | Фонталовская        | станица | ↗1012     | Фонталовское сельское поселение     |
| 37 | Чушка               | посёлок | ↘109      | Запорожское сельское поселение      |
| 38 | Юбилейный           | посёлок | ↗1422     | Фонталовское сельское поселение     |
| 39 | Южный Склон         | посёлок | ↘182      | Темрюкское городское поселение      |

## Экономика
В районе расположены около 74 % площадей виноградников Краснодарского края — 18 тысяч га, валовый сбор винограда составляет 120—160 тысяч тонн. Действует 14 винзаводов, производится более восьмидесяти марок вин. Развивается агротуризм.
В восточной части района — рисоводство. Рыболовство, рыбоводство (в том числе осетровых) и переработка рыбы.
Имеются три морских международных порта — Темрюк на Азовском, Кавказ и Тамань — на Чёрном море. Действует речной порт в Темрюке.
Важной составляющей экономики района является летний туризм и курортно-оздоровительная сфера. В районе действуют более 28 баз отдыха, автокемпинг в посёлке Кучугуры, 4 пансионата, 12 детских оздоровительных учреждений.
По территории района проходят линии железной дороги, в частности проходящая через Керченский пролив линия Багерово — Вышестеблиевская, связывающая район с Крымом через железнодорожный Крымский мост. С Крымским полуостровом у района имеется и автомобильное сообщение — по автодорожному Крымскому мосту, входящему в состав дороги А290 Новороссийск — Керчь.

## Достопримечательности
В районе на государственной охране состоят более 700 памятников археологии, в том числе 10 являются памятниками федерального значения.

### Музеи
- Таманский археологический музей с заповедником Гермонасса-Тмутаракань[45]
- Дом-музей Лермонтова в Тамани
- Темрюкский историко-археологический музей, включающий музей боевой техники Военная горка[46]
- Музей истории станицы Старотитаровской

### Раннепалеолитические стоянки
На территории Ахтанизовского сельского поселения, на северном берегу Таманского полуострова, у посёлка За Родину, в 1 километре к западу от посёлка Пересыпь, находится местонахождение «Синяя Балка», где были обнаружены каменные изделия раннего палеолита вместе с остатками таманской фауны. Археологический памятник получил название стоянка «Богатыри/Синяя Балка». Стоянка находится на оползневом участке на берегу Азовского моря на высоте 28 метров над уровнем моря. Время существования стоянки — от 1 до 1,2 миллионов лет назад. Раннепалеолитическое местонахождение «Родники» находится в 100 м к западу от стоянки «Богатыри». Выделяют два участка эоплейстоценового местонахождения: восточный — «Родники-1», западный — «Родники-2». Интервалом 1,5—0,78 млн л. н. датируется местонахождение «Цимбал» у посёлка Сенной.